# 2024 في الجزائر
تحتوي هذه المقالة على أهم الأحداث التي شهدتها الجزائر في عام 2024، إضافة إلى أهم الشخصيات الجزائرية المولودة والمتوفية في هذه السنة.

## الحُكم
- رئيس الجمهورية – عبد المجيد تبون
- رئيس الحكومة – نذير العرباوي
- وزير الداخلية – كمال بلجود

## الأحـداث
- 7 سبتمبر - فوز الرئيس الحالي عبد المجيد تبون في الانتخابات الرئاسية الجزائرية 2024 إذ حصل على 84.3% من الأصوات وفقاً لإعلان المحكمة الدستورية.

## رياضة
- فاز نادي مولودية الجزائر ببطولة الدوري الجزائري لعام 23-2024.
- فاز نادي شباب بلوزداد بـ كأس الجزائر لعام 2024.

## أفلام
- قريبا...

## مسلسلات
- دموع لولية (مسلسل)
- الرهان (مسلسل)
- البراني (مسلسل)
- انتقام الزمن (مسلسل)
- حداش حداش (مسلسل)
- حياة (مسلسل جزائري)
- دار لفشوش (مسلسل)

## جوائز
- فاز الكاتب الجزائري كمال داود بــ جائزة غونكور الأدبية الفرنسية عن روايته “حوريات”، ليصبح بذلك أول جزائري ينال هذه الجائزة الرفيعة.[1]
- حصد الفيلم السينمائي الجزائري الطويل 196 متر لمخرجه شكيب طالب بن ذياب، بالجائزة الكبرى لمهرجان الـ 28 “فيلكرز رود آيلاند” السينمائي الدولي بالولايات المتحدة الأمريكية.[2]
- فاز الكاتب الجزائري قويدر ميموني بـ جائزة كتارا للرواية العربية لعام 2024م، روايته «إل كامينو دي لا مويرتي» . (فئة الروايات غير المنشورة).

## وفـيات
- 9 يناير - بلفضال سيدي محمد، مخرج مسرحي وسينمائي. (60 عاما).[3]
- 25 مارس - موريس المديوني، مُلحِّن وعازف بيانو جزائري (95 سنة).
- 17 أبريل - محمد مرزوقي (إعلامي)، صحفي ومُعلق رياضي بالتلفزيون الجزائري (76سنة).[4]

- 2 مايو - حسنة البشارية، موسيقية جزائرية (73 سنة).
- 6 مايو - أندريه تريجانو، رجل أعمال فرنسي جزائري الأصل (98 سنة).
- 3 أغسطس - مصطفى موسى، صاحب أول ميدالية أولمبية في تاريخ الجزائر (62 سنة).
- 13 أغسطس - سيد أحمد بلقدروسي، لاعب كرة قدم جزائري (71 سنة).
- 14 أغسطس - لمنور مروش، مؤرخ جزائري (92 سنة).
- 19 سبتمبر - أحمد بن علي شريف، مقاوم وثائر، أحد المؤسسين الأوائل للشركة الوطنية للملاحة البحرية وأول مدير عام لها (98 سنة).
- 15 أكتوبر - بلعيد لاكارن، حكم كرة قدم دولي جزائري .
- 30 أكتوبر - الطاهر زبيري، أول رئيس أركان للجيش الجزائري.
- 1 نوفمبر - مصطفى عبد الرحمن، مُخرج جزائري.
- 4 نوفمبر - جمال حمودة، ممثل فنان جزائري (69 سنة).
- 8 نوفمبر - رشيد مخلوفي، لاعب ومدرب كرة قدم جزائري (88 سنة).
- 16 نوفمبر - عبد الحميد مراكشي، لاعب كرة قدم جزائري (48 سنة).
- 10 ديسمبر - محيي الدين خالف، لاعب كرة قدم جزائري (80 سنة).
- 30 ديسمبر - محمد صالح (صحفي جزائري)، صحفي جزائري (81 سنة).[5]
- 12 ديسمبر - يوسف بوزيدي، مدرب كرة قدم جزائري (67 سنة).
- 15 ديسمبر - رزقي زرارتي، فنان تشكيلي ورسام جزائري (86 سنة).
- 27 ديسمبر - علي بوزكري، مقاوم وثائر مجاهد (101 سنة).

## الـمراجع
1. ↑  فرانس 23___أبرز تكريم أدبي فرانكفوني... منح جائزة غونكور للجزائري الفرنسي كمال داود عن روايته "الحوريات" نسخة محفوظة 2024-11-12 على موقع واي باك مشين.
2. ↑  فيلم جزائري يتوج بالجائزة الكبرى للمهرجان الـ 28 بأمريكا نسخة محفوظة 2024-08-14 على موقع واي باك مشين.
3. ↑  "وهران : الفنان المسرحي بلفضال سيدي محمد في ذمة الله". مؤرشف من الأصل في 2024-01-11. اطلع عليه بتاريخ 2024-01-13.
4. ↑  وفاة الصحفي الرياضي بالتلفزيون سابقا محمد مرزوقي نسخة محفوظة 2024-04-18 على موقع واي باك مشين.
5. ↑  الصحفي محمد صالح في ذمة الله نسخة محفوظة 2025-01-21 على موقع واي باك مشين.